# Robert Gaguin
Robert Gaguin (Calonne-Ricouart, 1433 – Parigi, 1501) è stato un filosofo e umanista francese.
Docente alla Sorbona, ebbe come allievo Erasmo da Rotterdam e Johannes Reuchlin. Diplomatico, nel 1473 fu nominato generale dell'ordine dei Trinitari. Lasciò vari poemetti e un ricchissimo epistolario; scrisse opere in lingua latina e francese. Fu amico di Fausto Andrelini di Forlì e allievo di Gregorio Tifernate.
Nel 1497 pubblicò una riforma dell'Ordine Trinitario.